# Ulm (Schiff)
Die Ulm war ein ehemaliges deutsches Kühlschiff, das im Zweiten Weltkrieg von der deutschen Kriegsmarine zum Minenschiff umgerüstet und als solches eingesetzt wurde. Das Schiff wurde am 25. August 1942 südöstlich der Bäreninsel von britischen Zerstörern versenkt.

## Geschichte

### Frachtdienst

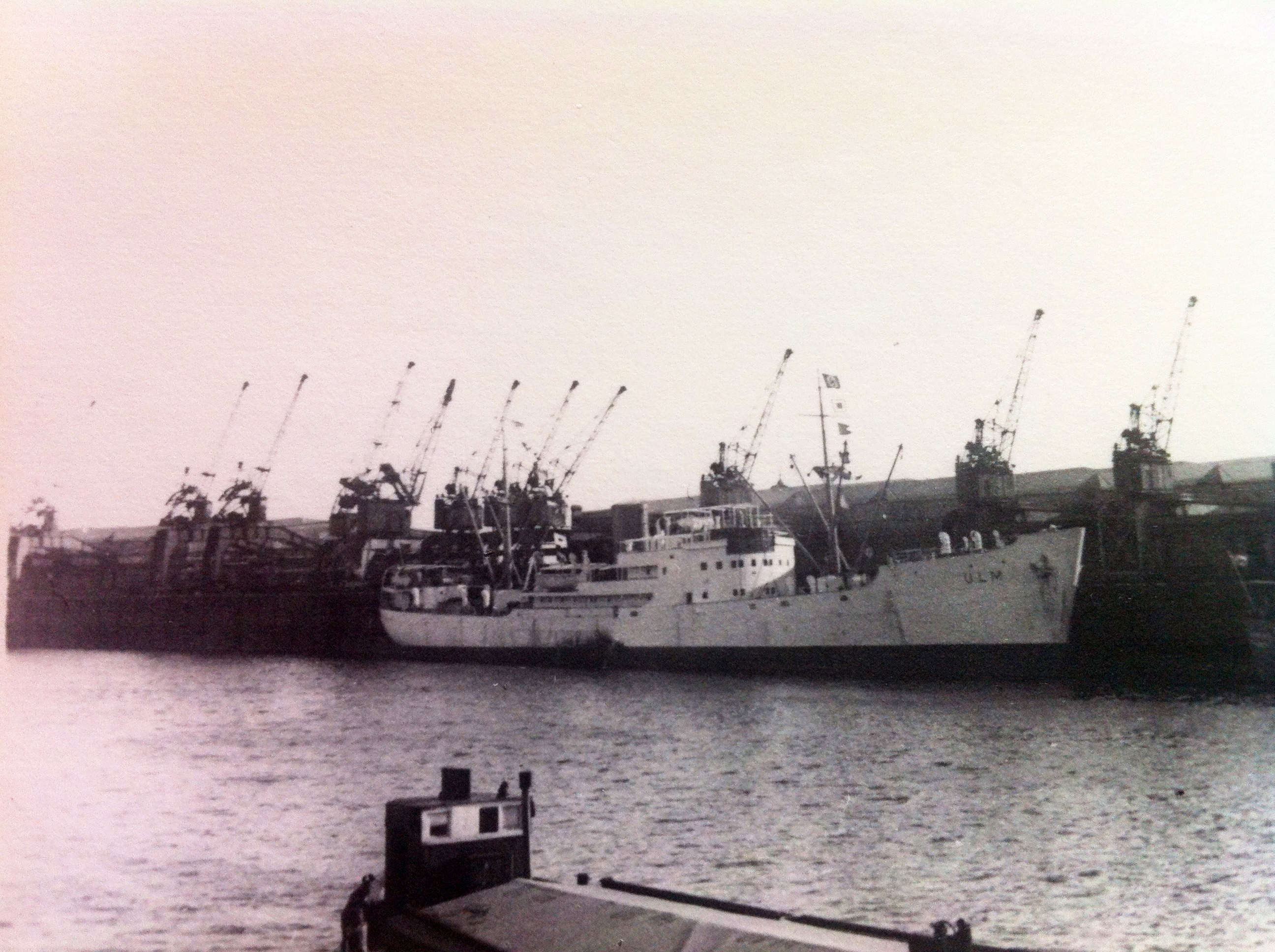
Die Ulm, wahrscheinlich kurz vor dem Umbau zum Minenschiff in der Stülcken-Werft, Hamburg

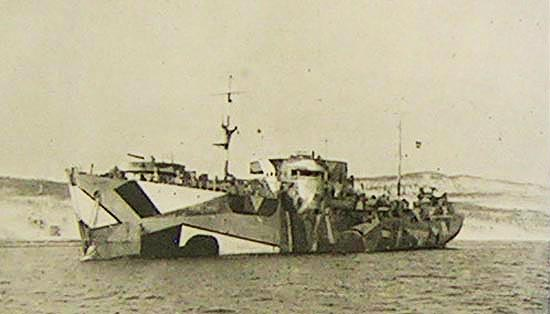
Die Ulm mit Tarnung in Helsingör

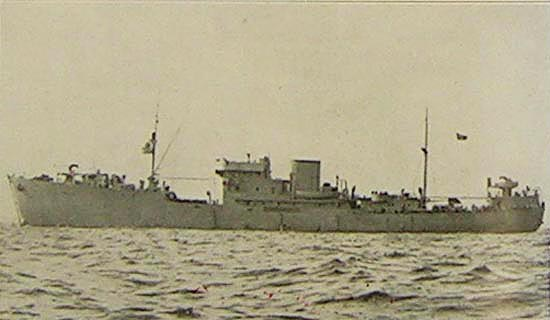
Die Ulm mit grauem Anstrich kurz vor ihrer letzten Unternehmung

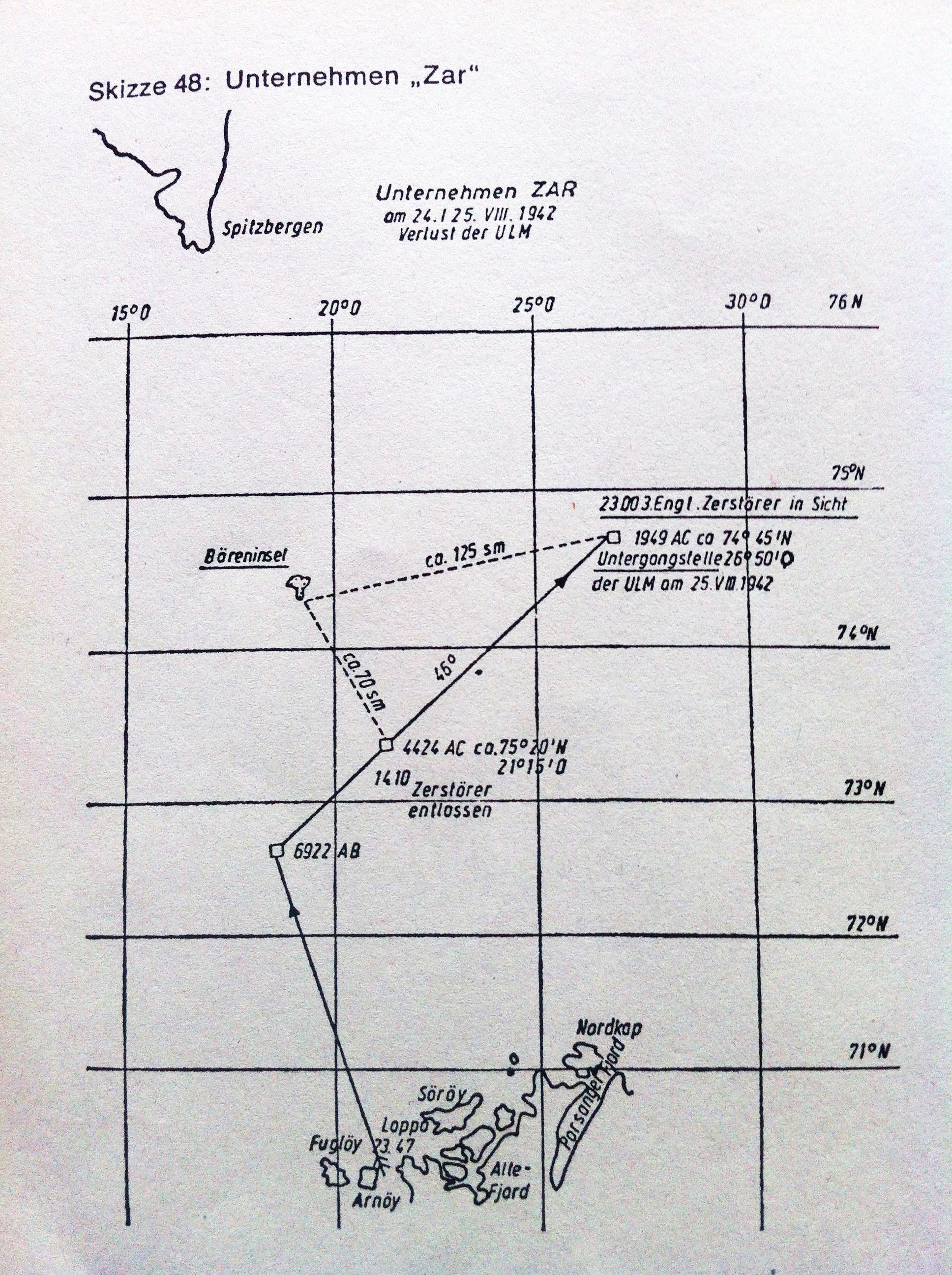
Fahrtroute mit Angabe der Untergangsstelle/Unternehmen „Zar“

Die Ulm wurde auf der Danziger Werft als Kühlschiff namens Rapide für den Norddeutschen Lloyd gebaut. Das 3.071 BRT große Schiff lief im November 1937 vom Stapel, wurde im Folgejahr in Dienst gestellt und unternahm mehrere Fahrten nach Indonesien und Kamerun. Der Kriegsausbruch überraschte das Schiff in Kamerun, aber es gelang ihm, die britische Seeblockade zu überwinden und nach Hamburg zurückzukehren.

### Einsatzgeschichte als Minenschiff
Am 18. März 1940 übernahm die Kriegsmarine die Ulm in der Tarnung eines Olsen-Liners und ließ sie bei Blohm & Voss zum Minenschiff umbauen. Das Heck erhielt zwei nach innen zu öffnende Klappen zum Abwurf der Minen, und das Achterschiff wurde für die Aufnahme der Minen vorbereitet. Der erste Kriegseinsatz erfolgte im April 1940 östlich des Seewegs zwischen Dover und der Themsemündung.
Am 31. Juli 1940 brach auf der Ulm ein Feuer aus, in dessen Folge sie einer längeren Reparatur auf der dänischen Werft Helsingørs Jernskibs og Maskinbyggeri A/S in Helsingør unterzogen werden musste. Die Kriegsmarine stellte das Schiff am 25. November 1941 in Swinemünde erneut in Dienst. Kommandant wurde der Führer der Minenschiffe Nord, Kapitän zur See Hans-Caspar von Schönermark (* 1899). Am 27. November verlegte sie nach Kiel, wo sie bei den Deutschen Werken ihre Minenlegeausrüstung und Bewaffnung erhielt. Ab dem 6. Januar 1942 legte die Ulm, u. a. gemeinsam mit der Roland, mehrere Minensperren im Skagerrak, der westlichen Nordsee und in norwegischen Gewässern. Auf einer dieser Sperren im Varangerfjord sank vermutlich das sowjetische U-Boot M-176. Im März/April 1942 hatte Kapitänleutnant der Reserve Karl Wehr das Kommando.

### Versenkung
Nachdem die Ulm unter Kapitänleutnant der Reserve Ernst Biet am 19. August 1942 zusammen mit dem Zerstörer Z 23 in Narvik in der Bogenbucht bei Narvik vor Anker gegangen war, sollte sie nach Rückkehr der Admiral Scheer das Gebiet nordwestlich von Nowaja Semlja verminen. Am 24. August lief die Ulm zusammen mit den Zerstörern Friedrich Eckoldt, Erich Steinbrinck und Richard Beitzen von Narvik zur Minenunternehmung „Zar“ ins Eismeer aus. Die per Funk gegebenen Anweisungen für das Unternehmen konnten von Bletchley Park entschlüsselt werden, woraufhin die Royal Navy die Zerstörer HMS Marne, HMS Martin und HMS Onslaught auf die Ulm ansetzte. Die Zerstörer trafen am 25. August rund 150 sm südöstlich der Bäreninsel auf die Ulm und nahmen sie unter Artilleriebeschuss. Zwei Torpedos der Onslaught verfehlten ihr Ziel, aber ein dritter traf das Vorderschiff. Die Ulm explodierte und versank innerhalb von 150 Sekunden auf Position 74° 45′ 0″ N, 26° 50′ 0″ O. Der Kommandant, drei weitere Offiziere und 57 Mann der Besatzung wurden von den Briten aufgenommen, aber einer von ihnen verstarb noch während der Fahrt nach Großbritannien. Zwischen 30 und 40 Mann wurden im Wasser treibend zurückgelassen, als die Briten aus Sorge um Fliegerangriffe ihre Rettungsarbeiten abbrachen. Da insgesamt 181 Mann an Bord gewesen waren, verloren 121 Mann der Besatzung ihr Leben, viele von ihnen durch MG-Beschuss, als sie sich zum Verlassen ihres Schiffes bei der Brücke sammelten.